# Pierre Dadolle
Pierre Dadolle, né le 28 janvier 1857, à Villemontais, et mort le 22 mai 1911, à Dijon, est un prélat catholique français.

## Biographie
Pierre Dadolle est né le 28 janvier 1857, à Villemontais, dans le département de la Loire.
il fait ses études secondaires, à partir de 1870, au petit séminaire de Saint-Jodard, puis intègre le grand séminaire de philosophie d'Alix et celui de théologie Saint-Irénée de Lyon, en 1873. Il poursuit ses études supérieures au séminaire Saint-Sulpice d'Issy-les-Moulineaux et à l'Institut catholique de Paris.
Il est ordonné prêtre, le 22 mai 1880, puis envoyé à Rome, où il soutient ses thèses de doctorat en théologie et en droit canon, trois ans plus tard.
Il est nommé professeur d’apologétique, à la faculté de théologie catholique de Lyon, en 1886, puis directeur de l’enseignement catholique, en 1893, et recteur de l'Université catholique de Lyon, en 1894.
Il est nommé évêque de Dijon, le 21 février 1906, et consacré par S.S. le pape Pie X, quatre jours plus tard.
Durant son épiscopat, il fonde le patronage de Saint-Pierre ainsi que la paroisse Saint-Joseph, et pose la première pierre de l'église Saint-Paul de Dijon, le 9 avril 1911.
Il conserve son ministère jusqu'à sa mort, survenue le 22 mai 1911, à Dijon, dans le département de la Côte-d'Or.
Le 1er septembre 1927 est fondé, à sa mémoire, le Patronage Pierre-Dadolle, renommé Dadolle Dijon Basket, depuis le 15 juillet 1997. Une rue de Dijon et de Villemontais portent également son nom.  

## Publications
Dadolle laisse à la postérité de nombreuses publications, dont les exemplaires ci-dessous sont conservés à la BNF, à Paris, et à la bibliothèque diocésaine Gustave Bardy, à Dijon.
Allocutions
- Panégyrique du bienheureux Jean-Louis Bonnard, prononcé à la primatiale de Lyon, le 24 novembre 1900, Vitte, Lyon, 1900; *Panégyrique du bienheureux Pierre-Louis-Marie Chanel, prononcé à Cuet (...), le 28 avril 1904, Vitte, Lyon, 1904;
- L'Encyclique "Pascendi" : Discours prononcé à la Primatiale Saint-Jean de Lyon à l'occasion de la rentrée solennelle des facultés catholiques du Sud-Est (...), le 13 novembre 1907, Jobard, Dijon, 1907;
- Vos estis lux mundi : conférences au Grand séminaire, Gabalda, Paris, 1914 (compilation posthume).

Articles
- "L'Épiphanie de la papauté", La Controverse et le contemporain, Vitte et Perrussel, Lyon, 1888;
- "Albert Du Boys : notice biographique", Le Correspondant, Paris, 1890; réimprimé séparément aux éditions Vitte, à Lyon, en 1892;
- "Le Jansénisme à Lyon au XVIIIe siècle. Mgr de Montazet et le séminaire Saint-Irénée", Revue catholique, Vitte, Lyon, 1891.

Ouvrages
- Le vrai, le bien, le beau, Ampère, Ozanam, Flandrin, Delhomme et Briquet, Paris, 1886;
- L'éducation intellectuelle de la femme chrétienne, Vitte et Perrussel, Lyon, 1888;
- La Vie et les œuvres d'Antoine Mollière, conférence donnée le 31 janvier 1896, Rey, Lyon, 1896;
- Leidrade et l'enseignement chrétien, Vitte, Lyon, 1899;
- Rome, Lyon, Dardilly, trois panégyriques du bienheureux J.-B.-M. Vianney, curé d'Ars, Vitte, Lyon, 1905;
- La Sainte Communion. Préparation et actions de grâces, Lardanchet, Lyon, 1912 (publication posthume);
- Le mois de Marie, Lecoffre, Paris, 1912 (publication posthume);
- Le Prêtre, Vitte, Lyon, 1912 (publication posthume);
- Méditations pour le chemin de la croix, Lardanchet, Lyon, 1912 (2e édition, posthume);
- Retraite d'ordination sacerdotale, Gabalda, Paris, 1912 (publication posthume);
- Retraites spirituelles, Gabalda, Paris, 1912 (publication posthume);
- Méditations pour l'année liturgique, Vitte, Lyon, 1914 (publication posthume).

## Source
- Carlos d'Eschevannes, Mgr Pierre Dadolle, évêque de Dijon, 1906-1911, sa vie, son œuvre, 1857-1911, Union typographique, Domois-Dijon, 1912